# Deutsche Gesellschaft für Anästhesiologie und Intensivmedizin
Die Deutsche Gesellschaft für Anästhesiologie und Intensivmedizin e. V. (kurz DGAI) ist eine medizinische Fachgesellschaft mit über 15.000 (Stand 2022) Mitgliedern. Sie wurde am 10. April 1953 anlässlich des 70. Jahreskongresses der Deutschen Gesellschaft für Chirurgie in München als Deutsche Gesellschaft für Anaesthesie gegründet. Gründungsvorsitzender der Deutschen Arbeitsgemeinschaft für Anästhesiologie und der Deutschen Gesellschaft für Anästhesie von 1952 bis 1953 war Richard Heinz-Joachim (Jochen) Bark (1918–1963). Laut Satzung hat die Gesellschaft sich die Aufgabe gestellt, „Ärzte zur gemeinsamen Arbeit am Ausbau und Fortschritt der Anästhesiologie, Intensivmedizin, Notfallmedizin und Schmerztherapie zu vereinen und auf diesen Gebieten die bestmögliche Versorgung der Bevölkerung sicherzustellen.“ Ihr Ziel ist die Weiterentwicklung des Faches Anästhesiologie mit seinen Teilbereichen Anästhesie und Intensivmedizin sowie Notfall-, Schmerz- und Palliativmedizin. Der Sitz der Gesellschaft ist Heidelberg, die Geschäftsstelle liegt in Nürnberg.

## Tätigkeiten
Der Verein setzt Arbeitskreise zu wissenschaftlichen und angewandten klinischen Fragestellungen der genannten Fachgebiete ein, entwickelt Leitlinien, richtet Fort- und Weiterbildungen sowie Kongresse (früher: insbesondere den Deutschen Anästhesiecongress, DAC, zugleich die Jahrestagung der Gesellschaft; seit 2024: Jahreskongress der DGAI) aus und gibt die Zeitschrift A&I – Anästhesiologie & Intensivmedizin heraus, das offizielle Organ der DGAI, des Berufsverband Deutscher Anästhesistinnen und Anästhesisten e. V. (BDA) und der Deutschen Akademie für Anästhesiologische Fortbildung e. V. (DAAF, Gründungspräsident: Karl Hutschenreuter) sowie Organ der Deutschen Interdisziplinären Vereinigung für Intensiv- und Notfallmedizin e. V. (DIVI). Daneben vertritt sie (gemeinsam mit dem BDA) die Interessen der Mitglieder gegenüber verschiedenen Institutionen wie Ministerien, Behörden, Ärztekammern und Verbänden und betreibt Öffentlichkeitsarbeit für das Berufsbild der Fachärztinnen und -ärzte für Anästhesiologie.
Als europäische Fachgesellschaft unterstützt sie die Deklaration von Helsinki zur Patientensicherheit in der Anästhesiologie.

## Organisation
Neben dem Bundesverband existieren 17 Landesverbände. Die Gesellschaft ist Mitglied der World Federation of Societies of Anaesthesiologists (WFSA), die einen Zusammenschluss der nationalen Anästhesie-Berufverbänden darstellt, der European Society of Anaesthesiology (ESA) und Mitglied der Arbeitsgemeinschaft der Wissenschaftlichen Medizinischen Fachgesellschaften (AWMF).
Am 31. Dezember 2019 endete die 26-jährige Tätigkeit des Diplom-Sozialwirts Holger Sorgatz als Geschäftsführer von DGAI und BDA. Er wurde abgelöst von Tina Rhaiem. Die Leitung der Geschäftsstelle hat Alexander Schleppers inne.
Seit Anfang 2025 ist Gernot Marx, Direktor der Klinik für Operative Intensivmedizin und Intermediate Care am Universitätsklinikum Aachen, Präsident der Gesellschaft. Er folgte auf Benedikt Pannen, Direktor der Klinik für Anästhesiologie der Universitätsklinik Düsseldorf, der die Position im Zweijahresturnus 2023/2024 innehatte. Generalsekretär ist der Direktor der Klinik für Anästhesiologie am Klinikum München-Großhadern/Innenstadt, Bernhard Zwißler.

## Arbeitskreise, Foren und Kommissionen
Die DGAI bietet ihren Mitgliedern verschiedene Möglichkeiten zur Mitwirkung an wissenschaftlichen Arbeitskreisen, Foren und Kommissionen. Diese Gremien sind darauf ausgelegt, anstehende Fragestellungen zu bearbeiten und mittel- bis langfristige Aufgaben zu erledigen.

### Wissenschaftliche Arbeitskreise
- Arbeitskreis Anästhesie in der Thoraxchirurgie
- Arbeitskreis Atemwegsmanagement
- Arbeitskreis Digitale Medizin
- Arbeitskreis Geburtshilfliche Anästhesie
- Arbeitskreis Gerontoanästhesie
- Arbeitskreis Geschichte der Anästhesie
- Arbeitskreis Intensivmedizin
- Arbeitskreis Kardioanästhesie
- Arbeitskreis Kinderanästhesie
- Arbeitskreis Molekulare Medizin
- Arbeitskreis Neuroanästhesie
- Arbeitskreis Notfallmedizin
- Arbeitskreis Pflegeentwicklung und Pflegewissenschaft
- Arbeitskreis Regionalanästhesie
- Arbeitskreis Schmerzmedizin
- Arbeitskreis Ultraschall in der Anästhesiologie und Intensivmedizin

### Foren
- Nachhaltigkeit in der Anästhesiologie

### Kommissionen
- Kommission Anästhesiologinnen
- Kommission Leitlinien Anästhesiologie
- Kommission Neumonitoring
- Kommission Normung und technische Sicherheit
- Kommission Organspende und- transplantation
- Kommission Programmkommission Jahreskongress
- Kommission Studentische Lehre und Simulatortraining

### Gemeinsame Kommissionen mit dem Berufsverband Deutscher Anästhesistinnen und Anästhesisten   (BDA)
- Kommission Arbeitsausschuss Bluttransfusion
- Kommission Fortbildung AINSP
- Weiterbildung

## Leitlinien zur Behandlung
Die Gesellschaft entwickelt zu Themen ihres Fachgebiets medizinische Leitlinien, die im Rahmen des AWMF-Leitlinienprogramms veröffentlicht werden.

## Auszeichnungen durch die DGAI
Der von der ehemaligen Gesellschaft für Anaesthesiologie und Intensivtherapie (GAIT) der DDR gestiftete Preis zu Ehren von Heinrich Braun (Mediziner, 1862) wird als höchste Auszeichnung als Medaille vergeben. Weitere Auszeichnungen der DGAI sind die Franz-Kuhn-Medaille, die für herausragende Verdienste zur Entwicklung des Fachgebiets seit 1987 in unregelmäßigen Abständen verliehen wird, und die Rudolf-Frey-Medaille für besondere Verdienste um die Notfallmedizin.
Zur Eröffnung der bundesweiten Jahrestagungen (Deutscher Anästhesie-Congress, DAC) gehört regelmäßig eine von einem prominenten Gastredner gehaltene Gedächtnisvorlesung, die nach Hellmut Weese benannt ist, einem Pionier der intravenösen Anästhesie.
Zusätzlich gibt es Industriepreise für wissenschaftliche Leistungen (Stand 2019):
- Karl-Thomas-Preis (B. Braun Melsungen)
- August-Bier-Preis (Pajunk)
- Research-for-Safety-Preis (AbbVie)
- Heinrich-Dräger-Preis (Fa. Dräger),
- Thieme-Teaching-Award (Thieme Gruppe)
- Rudolf-Frey-Preis (Fa. Narcotrend)
- Pflegeförderpreis (Fa. Heine-Löwenstein)
- Förderpreis der Charlotte-Lehmann-Stiftung
- DGAI-Forschungsstipendium (Else Kröner-Fresenius-Stiftung)

## Projekte und Register
Um über das Fachgebiet der Anästhesiologie zu informieren sowie Fachpersonal zu unterstützen, verwirklicht die DGAI, unter anderem mit anderen Fachverbänden und Partnern, verschiedene Projekte und verfolgt den Aufbau von Registern.
- Anästhesisten im Netz (https://www.anaesthesisten-im-netz.de/)
- Ein Leben retten (https://www.einlebenretten.de/)
- OrphanAnesthesia (https://www.orphananesthesia.eu/de/)
- Quips (https://www.quips-projekt.de/)
- Weltanästhesietag (https://www.weltanaesthesietag.de/)
- Zurück ins Leben (https://www.zurueck-ins-leben.de/)
- CIRS AINS (https://www.cirs-ains.de/)
- eGENA (https://egena-app.de/)
- Deutsches Reanimationsregister (https://www.reanimationsregister.de/)
- Deutsches Thoraxregister (https://www.thoraxregister.de/)
- net-ra (https://www.net-ra.eu/)